# Altiapa colorata
Altiapa colorata is een vlinder uit de onderfamilie Satyrinae van de familie Nymphalidae.
De wetenschappelijke naam van de soort werd, als Platypthima colorata, voor het eerst geldig gepubliceerd in 1984 door Nishizawa & Sibatani.

## Type
- holotype: "male. 5.II.1974. leg. T. Nishizawa"
- instituut: BMNH, Londen, Engeland
- typelocatie: "Indonesia, Irian Jaya, Arfak Mts"